# Wetar
Wetar (indonez. Pulau Wetar) – wyspa w Indonezji na morzu Banda; największa z wysp Barat Daya; powierzchnia 3625 km²; ok. 20 tys. mieszkańców. 
Oddzielona cieśniną Wetar od leżącej na południu wyspy Timor; otoczona rafami koralowymi; powierzchnia górzysta, (wys. do 1412 m n.p.m.); pierwotna roślinność w większości zastąpiona przez wtórną, trawiastą oraz obszary rolne. Uprawa ryżu, kukurydzy, palmy kokosowej; rybołówstwo, połów strzykw i żółwi; wydobycie złota; główne miasto Ilwaki.
Na północ od wyspy znajduje się wysepka Gunungapi Wetar, będąca szczytem wulkanu, który wyrasta na ok. 5000 m ponad dnem morskim, ale tylko 282 m n.p.m. Zanotowano dwie silne erupcje, w 1512 i 1699 r.